# اسکایلا (پایگاه داده)
سیلا‌دی‌بی (ScyllaDB) یک ذخیره‌سازستونی گسترده NoSQL با منبع باز است. این پایگاه داده طراحی شده‌است تا با آپاچی کاساندرا سازگار باشد و در عین حال به توان عملیاتی بسیار بالاتر و تأخیر کمتری دست یابد. از پروتکل‌های مشابه کاساندرا Cassandra (CQL و Thrift) و همان فرمت‌های فایل (SSTable) پشتیبانی می‌کند، اما یک پیاده‌سازی کاملاً بازنویسی شده‌است که از زبان C++20 جایگزین جاوای Cassandra و کتابخانه برنامه‌نویسی ناهمزمان سی استار Seastar استفاده می‌کند. که ریسمانها، حافظه مشترک، فایل‌های نگاشت شده و سایر تکنیک‌های کلاسیک برنامه‌نویسی لینوکس را پشتیبانی می‌کند. سیلا‌دی‌بی علاوه بر پیاده‌سازی پروتکل‌های کاساندرا (Cassandra)، رابط برنامه‌نویسی دینامو دی بی Amazon DynamoDB API را نیز پیاده‌سازی می‌کند.
سیلا‌دی‌بی از یک طراحی تکه شده در هر گره (نود) استفاده می‌کند، به این معنی که هر هسته CPU زیرمجموعه متفاوتی از داده‌ها را مدیریت می‌کند. هسته‌ها داده‌ها را به اشتراک نمی‌گذارند، بلکه در صورت نیاز به‌طور صریح با هم ارتباط برقرار می‌کنند. نویسندگان سیلا‌دی‌بی ادعا می‌کنند که این طراحی به سیلا‌دی‌بی اجازه می‌دهد تا به عملکرد بسیار بهتری در ماشین‌های مدرن NUMA SMP دست یابد و با تعداد هسته‌ها مقیاس بسیار خوبی داشته باشد. آنها ۲ میلیون درخواست در ثانیه را روی یک ماشین اندازه‌گیری کرده‌اند، و همچنین ادعا می‌کنند که یک خوشه سیلا می‌تواند به اندازه یک خوشه کاساندرا ۱۰ برابر بزرگتر، درخواست ارائه دهد و این کار را با تاخیرهای کمتر انجام می‌دهد. آزمایشهای مستقل همیشه نتوانسته‌اند چنین پیشرفت‌های ۱۰ برابری را تأیید کنند و گاهی اوقات سرعت‌های کوچک‌تری مانند ۲ برابر را نشان می‌دهند. یک معیار ۲۰۱۷ از سامسونگ، سرعت ۱۰ برابری را در ماشین‌های پیشرفته مشاهده کرد - معیار سامسونگ گزارش داد که سیلا‌دی‌بی بر روی مجموعه‌ای از ماشین‌های ۲۴ هسته‌ای براساس حجم کاری وارد شده توسط تست محک سرویس ابری یاهو YCSB، با اختلاف ۱۰ تا ۳۷ برابر بهتر از کاساندرا Cassandra عمل کرد.
سیلا‌دی‌بی به عنوان یک راه حل داخلی، در ارائه دهندگان اصلی ابر عمومی یا به عنوان یک DBaaS (ابر سیلا‌دی‌بی) در دسترس است.

## تاریخچه
سیلا‌دی‌بی در دسامبر ۲۰۱۴ توسط استارتاپ کلودیوس سیستمز Cloudius Systems، که قبلاً به دلیل ایجاد OSv معروف بود، راه اندازی شد (شرکت بعداً به ScyllaDB Inc تغییر نام یافت). سیلا‌دی‌بی به عنوان نرم‌افزاری منبع باز در سپتامبر ۲۰۱۵، تحت مجوز AGPL منتشر شد. کارمندان ScyllaDB Inc همچنان کد نویسان اصلی سیلا‌دی‌بی هستند، اما توسعه آن برای عموم آزاد است و از مخازن عمومی GitHub و لیست‌های پستی عمومی استفاده می‌کند.